# Blaues Ländchen
Koordinaten: 50° 12′ N, 7° 51′ O
Blaues Ländchen beschreibt eine Gegend im rheinland-pfälzischen Taunus, um die Stadt Nastätten gelegen. Rhein und Lahn begrenzen das Blaue Ländchen nach Norden und Westen, es endet in südöstlicher Richtung bei Strüth. Das Blaue Ländchen kann somit geographisch als synonym mit der Verbandsgemeinde Nastätten angesehen werden. 
Das Informationsblatt der Verbandsgemeinde Nastätten heißt „Blaues Ländchen aktuell“.
Bereits vor dem 16. Jahrhundert wurde im „Blauen Ländchen“ intensive Schafzucht betrieben, und die aus der Wolle gewebten Stoffe wurden als besonders hochwertiges „Nastätter Tuch“ im In- und Ausland verkauft. Nach Einschränkung der Zucht ab 1590 war bis zum Ende des 19. Jahrhunderts für die bäuerliche Bevölkerung des Nastätter Raums der Anbau von Flachs eine wichtige Erwerbsquelle. Aus dem Flachs wurde ebenfalls Tuch hergestellt. Dieses Tuch wurde oft auch blau gefärbt: Bereits im Mittelalter war bekannt, dass man aus den Blättern des heimischen Färberwaid einen besonders kräftigen blauen Farbstoff gewinnen kann.
Eine Gebäckspezialität der Gegend ist die Fastenbrezel.